# Цеґельня (Куявсько-Поморське воєводство)
Цеґельня (пол. Cegielnia) — село в Польщі, у гміні Роґово Жнінського повіту Куявсько-Поморського воєводства.
Населення — 315 осіб (2011).
У 1975-1998 роках село належало до Бидгощського воєводства.

## Демографія
Демографічна структура станом на 31 березня 2011 року:
|          | Загалом | Допрацездатний вік | Працездатний вік | Постпрацездатний вік |
| -------- | ------- | ------------------ | ---------------- | -------------------- |
| Чоловіки | 156     | 26                 | 119              | 11                   |
| Жінки    | 159     | 33                 | 100              | 26                   |
| Разом    | 315     | 59                 | 219              | 37                   |